# Michael Thonet

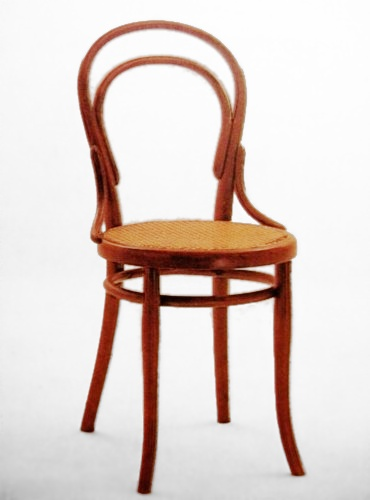
Silla Thonet no.14, manufacturada en el año 1859.

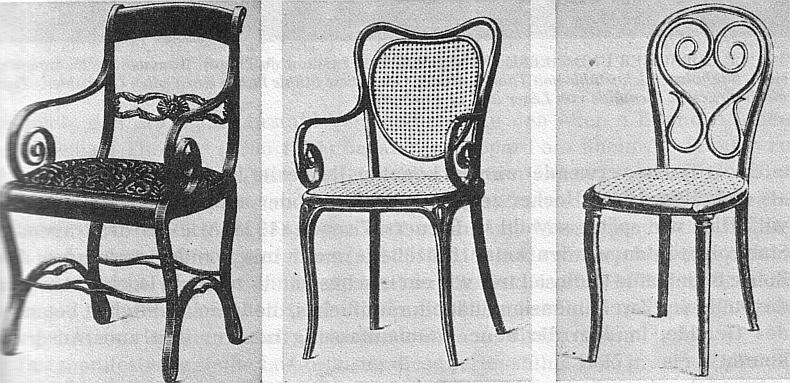
Sillas Bentwood de Michael Thonet, 1850.

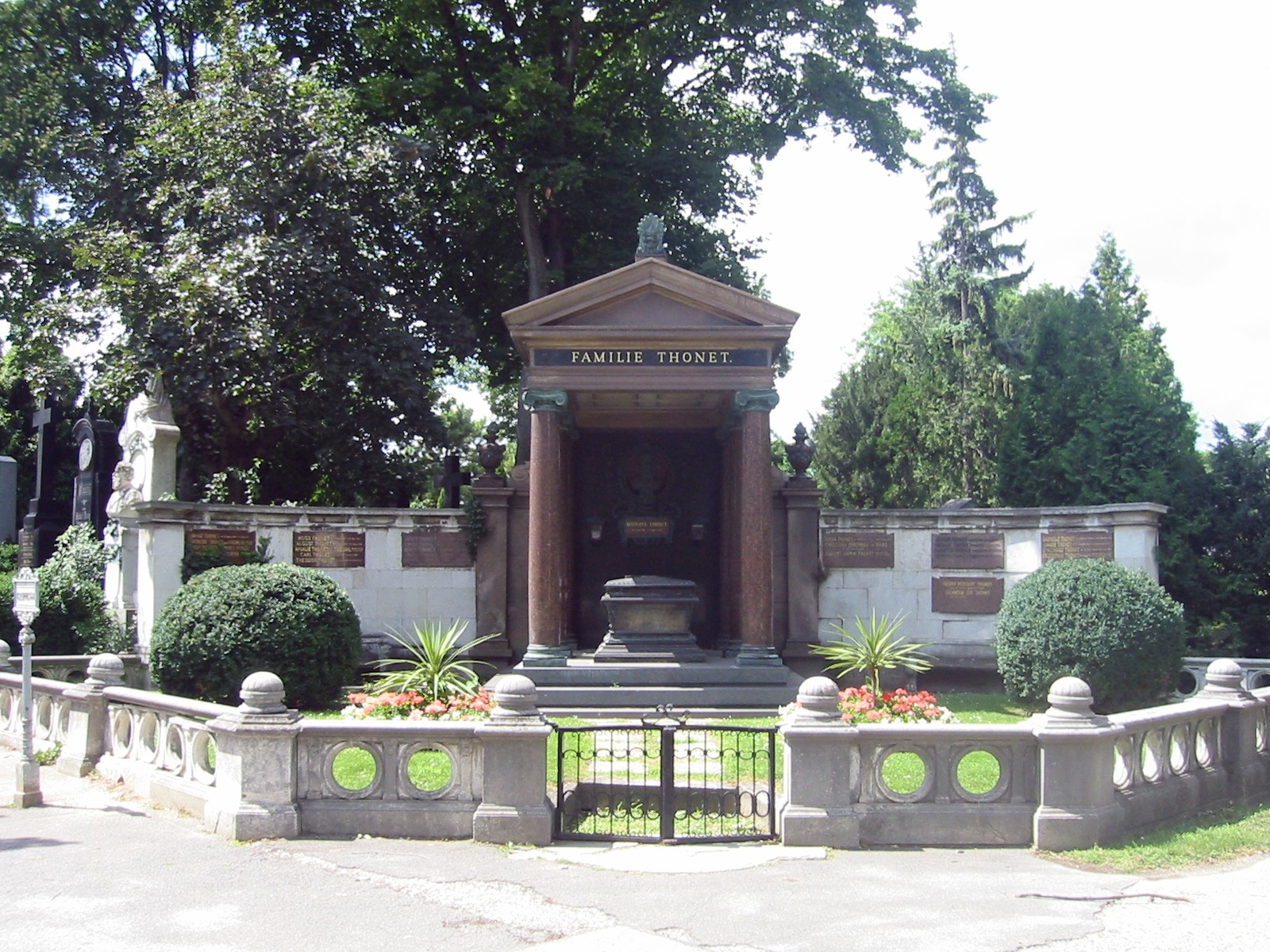
Tumba de la familia Thonet en el Cementerio central de Viena.

Michael Thonet (Boppard, Alemania, 2 de julio de 1796 - Viena, Imperio austrohúngaro, 3 de marzo de 1871) fue un constructor de muebles e industrial, pionero en el diseño de muebles y creador de las técnicas del curvado de madera.

## Biografía
Thonet era hijo del maestro Franz Anton Thonet, de Boppard. Tras su aprendizaje como carpintero se estableció como profesional en 1819. Un año después se casó con Anna Grahs.
Desde 1830 experimentó nuevas técnicas para laminar y curvar la madera a fin de obtener formas que evitaran los costosos sistemas de modelado a base de cincel y de uniones mediante ensamblajes. Obtuvo más independencia adquiriendo una fábrica de pegamentos para sus diseños.
Su primer éxito fue el Bopparder Schichtholzstuhl ('silla Boppard') en 1836. 
En la feria de Coblenza de 1841, se encontró con el príncipe Klemens Wenzel von Metternich, que se confesó entusiasta de sus muebles y lo invitó a la corte vienesa. Al siguiente año, Thonet presentó sus diseños a la familia imperial y tras vender su establecimiento decidió trasladarse a Viena con su familia. Allí trabajó con sus hijos en la decoración interior del Palacio Liechtenstein.
Thonet patentó un sistema de doblado en caliente de la madera, en 1841. El invento patentado, que le permitió mejorar su organización industrial, consistía en someter las láminas de madera embebidas de cola al calor y la humedad producidos por el vapor, con el fin de obtener una masa compacta, elástica y flexible que había de someter seguidamente a presión y al modelado en formas especiales. Una vez alcanzado el grado necesario de enfriamiento, se quitaban los moldes y la madera se presentaba lista en el tamaño y en el dibujo correspondiente a las piezas de los distintos muebles, que luego se ensamblaban de manera muy simple, por medio de tornillos.
En 1849 fundó cerca de Viena, la empresa Gebrüder Thonet. En 1850 produjo su silla Número 1. La feria internacional de Londres de 1851 le concedió la medalla de bronce por su silla Viena bentwood, lo que supuso su lanzamiento internacional. En la siguiente Feria internacional en París en 1855, se le concedió la medalla de plata. En 1856 abrió una nueva factoría en Koryčany, Moravia.

## Producción
- La silla nº 14 de 1859 —conocida como Kaffeehausstuhl Nr. 14, 'silla de café n.º 14'— es todavía conocida como la «silla de las sillas» con una producción de más de 30 millones hasta 1930. Se concedió una medalla de oro a la empresa de Thonet en la feria de París de 1867.

- En 1860 diseña su primera mecedora, a la que se considera su obra maestra y que es la precursora de las actuales mecedoras de todo el mundo.